# CBS (estúdio de dublagem)
CBS Dublagem foi um estúdio de dublagem brasileiro localizado em São Paulo. O estúdio ficou conhecido pela dublagem do animê Naruto. 

## História
Foi criado no início da década de 2000, com o nome de Dublart. Em 2008, com a saída de um dos sócios, mudou seu nome para CBS.
Dublou as 9 temporadas (4 temporadas ocidentais) mais um filme e um OVA da série. No segundo semestre de 2014, dublou a segunda fase do anime mais conhecido como Naruto Shippuden com 112 episódios já dublados. Também dublou o anime Bleach outro grande sucesso do estúdio. O estúdio encerrou suas atividades repentinamente em Junho de 2015.